# Minas Brasília Tênis Clube
O Minas Brasília Tênis Clube, cujo acrônimo é MBTC é um clube desportivo e social brasileiro, sediado em Brasília, no Distrito Federal. Suas cores são verde, azul e branco. O Clube possui estrutura de 137 mil m² na Asa Norte, à beira do Lago Paranoá.
O clube tem o escudo no formato do Plano Piloto de Brasília, contendo as iniciais M B T C em preto.

## História
O Minas Brasília foi fundado em 6 de novembro de 1960, por membros do Minas Tênis Clube, de Minas Gerais. A reunião de fundação ocorreu no Brasília Palace Hotel.
O clube foi criado para a prática de diversos esportes, principalmente o tênis. Teve como sócio número 1 e presidente de honra o ex-presidente da República Juscelino Kubitschek de Oliveira.

## Futebol Feminino
O Minas Brasília mantém um time profissional de futebol feminino. O nome do clube feminino era Minas Icesp, em parceria com o Centro Universitário Icesp.
O clube foi campeão duas vezes do Campeonato Brasiliense de Futebol Feminino, em 2016 e 2017. Este último título o classificou para a edição de 2018 do Campeonato Brasileiro de Futebol Feminino - Série A2, no qual sagrou-se campeão após superar nos pênaltis o Vitória. Foi o primeiro título nacional de futebol feminino de um clube do Distrito Federal.

### Títulos
| NACIONAIS                 | NACIONAIS                        | NACIONAIS | NACIONAIS         |
|                           | Competição                       | Títulos   | Temporadas        |
| ------------------------- | -------------------------------- | --------- | ----------------- |
|                           | Campeonato Brasileiro - Série A2 | 1         | 2018              |
| DISTRITAIS                |                                  |           |                   |
|                           | Competição                       | Títulos   | Temporadas        |
| Distrito Federal (Brasil) | Campeonato Brasiliense           | 3         | 2016, 2017 e 2018 |